# Molnár Ferenc (közgazdász)
Molnár Ferenc (Székesfehérvár, 1979. január 26. –) magyar közgazdász, PhD, fenntarthatósági szakértő, üzletember, a Prevenciós célú Virtuális Építő Programok(PVÉP) ötletgazdája és jogtulajdonosa – több vállalkozás és nonprofit szervezet, illetve startup tulajdonosa. Nevéhez köthető a Kelet-közép Európa egyik legnagyobb, az Európai Bizottság által is díjazott zöldenergetikai programja, a Virtuális Erőmű Program felépítése és működtetése.

## Családja és magánélete
Négygyerekes család legidősebb gyermekeként született. Nős, egy kislány és egy kisfiú édesapja. 18 évig igazolt labdarúgó volt. Hívő katolikus.

## Életpályája
Középiskolai tanulmányait a székesfehérvári Teleki Blanka Gimnáziumban folytatta matematika speciális osztályban, majd egyetemi éveit a Budapesti Közgazdaságtudományi Egyetemen és a linzi Johannes Kepler Egyetemen végezte ösztöndíjasként pénzügyi, valamint környezet-gazdaságtan szakirányokon. Doktori (PhD) disszertációját a természeti-társadalmi javak környezeti értékelése témájában írta, amelyet 2006-ban védett meg a Corvinuson.
Pályája kezdetén dolgozott a BKE Környezettudományi Intézetében, valamint a Miniszterelnökségen és háttérintézményeiben az uniós források lehívását előkészítő, tervezői és modellezői szakértői csapat tagjaként. 2004-től részt vett a 2007 és 2013 közötti uniós költségvetési ciklus területfejlesztési (KDOP és DDOP), valamint környezet- és energetikai (KEOP) célú operatív programjainak előzetes értékelésében, tervezésében és brüsszeli egyeztetésében. Kezdeményezésére készült el 2007-ben Magyarország első Nemzeti Fenntartható Fejlődési Stratégiája (NFFS), amelynek vezető tervezője volt.
A Közép-dunántúli Regionális Fejlesztési Ügynökség (KDRFÜ) vezetőjeként feladata volt mintegy 70 milliárd forintnyi uniós forrás célba juttatásának megszervezése. 2008-tól a Századvég Gazdaságkutató Zrt. uniós üzletág vezetőjeként és stratégiai tanácsadóként már a piaci oldalról segítette az uniós források felhasználását.
A fenntartható fejlődés ügye végig kísérte eddigi pályáját, a témában számos szakértői javaslatot készített és tartott előadásokat. 2006-ban kidolgozott, 2009-ben leírt és művédoltalom alá került, 2011-től cégesült, nemzetközileg díjazott innovációja a PVÉP, ill. az erre alapozott Virtuális Erőmű Program (VEP).
2011 óta működtet saját vállalkozásokat, amelyek a fenntartható fejlődéshez, az egészségprevencióhoz, valamint az ezen a területen működő innovatív megoldásokhoz és startupokhoz kapcsolódnak.  
Saját vállalkozási többek között
- a Prevenciós célú Virtuális Építő Programok VÉP-projektjeit működtető Magyar Innováció és Hatékonyság Non Profit Kft.(Mi6), amely a klíma- és energiastratégiai piac egyik szereplője
- a vezetői-stratégiai tanácsadással foglalkozó InNow Tanácsadó Zrt..

## Prevenciós célú Virtuális Építőprogramok
A kétezres évek végén fogant meg benne egy olyan projekt gondolata, amely a fenntartható fejlődés előmozdítása érdekében a megelőzést helyezi előtérbe, utalva arra, hogy a „legzöldebb energia az, amelyet meg sem termelünk”. A mára több önálló nemzeti és határokon átívelő projektet jelölő Prevenciós célú Virtuális Építő Programok (PVÉP) lényege, hogy a programokban résztvevő vállalatok, szervezetek, iskolák és egyéb entitások fenntarthatóság érdekében tett erőfeszítéseinek eredményeit egy jól vizualizálható, virtuális csomagba szervezi. Így épül fel például a sok kisebb-nagyobb energiahatékonysági beruházásból a Virtuális Erőmű, vagy a meg nem termelt hulladékból a Virtuális Hulladéklerakó.
A programok keretében elért eredményeket és projekteket széles körben bemutatják, és díjazzák is a legjobbakat annak érdekében, hogy a legjobb vállalkozási, vagy magatartási mintákat minél többen kövessék. A mintaprojektekből esettanulmányok készülnek, amelyeket edukációs célokra használnak fel: szemléletformálást segítő digitális tudásbázist és tananyagokat fejlesztenek minden korosztály számára az óvodásoktól kezdve egészen felsőoktatásban tanulókig (például Virtuális Tanár Program, 3K program).
Mindemellett a legjobb fenntarthatósági ötletek megvalósítását és minél szélesebb körű elterjesztését közösségi, piaci és kockázati tőke források bevonásával, illetve igény esetén műszaki tervezéssel és beruházás-szervezéssel is támogatják.

### Virtuális Erőmű Program
A PVÉP projektjei közül a legismertebb a 10 éve működő Virtuális Erőmű Program, amely mára Kelet-közép Európa legnagyobb zöld energetikai programjává nőtte ki magát. Több mint 9 ezer vállalat, 350 ezer diák és több száz önkormányzat, intézmény, valamint lakossági partner vett részt eddig a programban. Ennek köszönhetően a VEP már a 2. legnagyobb erőművé vált Magyarországon közel 1.500 MW soha meg nem termelt energiával. A program célja, hogy 2050-re a Paksi Atomerőművet is megelőzve Magyarország legnagyobb erőműve virtuális legyen.
A VEP-et az Európai Bizottság a legjobb három uniós energiahatékonysági program közé választotta (2015), 2019-ben pedig Áder János köztársasági elnök nemzetközi mintaprojektként a program globális kiterjesztését javasolta az ENSZ-nek

### Virtuális Hulladéklerakó Program
2019-ben indult el a Virtuális Hulladéklerakó Program, amely a hulladék termelésének megelőzését és a körkörös gazdaságot támogatja, valamint a Virtuális Egészség Központ (VEK), amely a betegség-megelőzést és az egészségmegőrzést tűzte zászlajára.

### Első Magyarországi Virtuális Tőkebefektetési Showroom
A PVÉP projektek integrált tőkebefektetési zászlóshajójaként Molnár Ferenc 2020-ban két tulajdonostárssal együtt megalapította az Első Magyarországi Virtuális Tőkebefektetési Showroom-ot (EMVITIS). Az EMVITIS célja, hogy tőkét szerezzen és támogassa a fenntartható fejlődést előmozdító, valamint a koronavírus-járványból való kilábalást segítő startupokat és vállalkozásokat.